# Zootopia
Zootopia (Zootrópolis en algunos países de Europa) es una película estadounidense de comedia-aventuras de 2016, producida por Walt Disney Animation Studios y dirigida por Byron Howard y Rich Moore.

## Argumento
En un mundo  poblado por mamíferos antropomórficos, Judy Hopps, una coneja de las madrigueras, sueña con convertirse en la primera oficial de policía, ya que nunca antes una presa lo ha hecho. Gideon Grey, un zorro bravucón asegura que jamás lo conseguirá.  Quince años después, cumple su sueño al convertirse en oficial de policía en la ciudad urbana de Zootopia («Zootrópolis» en España). En la gran ciudad algunos animales depredadores se han vuelto salvajes. A pesar de ser la mejor estudiante de la academia, el jefe Bogo no le asigna ningún caso, asigna a Judy a parquímetros ya que no reconoce su talento.
En su primer día de trabajo, Judy tiene un acercamiento con dos zorros, Nick Wilde y Finnick. Más tarde, descubre que son un par de estafadores y comienza a dudar sobre su trabajo en la policía, al día siguiente una comadreja llamada Duke Rodriguez, roba unos bulbos en un comercio, haciendo que Judy abandone su puesto para arrestarlo, pero a pesar de cumplir con su trabajo es reprendida por Bogo al causar alboroto en una pequeña ciudad, son interrumpidos por la Sra. Nutriales, una nutria cuyo marido, Emmitt, es uno de los mamíferos desaparecidos en los últimos días al preguntar por la investigación. Judy se ofrece como voluntaria para encontrarle, y la teniente de alcalde de la ciudad, una oveja llamada Dawn Bellwether, elogia la tarea. Bogo no tiene más remedio que aceptar, pero en secreto le ordena a Judy que renuncie si falla después de 48 horas.
Después de asegurarse de que Nick fue el último en ver a Emmitt, Judy lo obliga a ayudarla grabando encubiertamente su confesión de evasión de impuestos en su bolígrafo con grabadora. Con ayuda de Flash, un perezoso del departamento de tráfico amigo de Nick, rastrean el vehículo donde Emmitt fue visto por última vez, una limusina propiedad del jefe del crimen Mr. Big, una musaraña ártica con quien Nick tiene una historia. Él acepta ayudarles debido a que Judy salvó a su hija mientras perseguía a Duke, y revela que Emmitt de repente se volvió "salvaje" y atacó al chofer de Mr. Big, Manchas, un jaguar negro.
Cuando van a su casa para interrogatorio, Manchas explica que antes de atacarlo, Emmitt gritó sobre "Aulladores". Tras ello, Manchas también se vuelve salvaje repentinamente y les ataca. Judy pide ayuda a la policía; sin embargo, Manchas desaparece antes de que lleguen. Bogo exige la renuncia de Judy, pero Nick le recuerda a Bogo que todavía le quedan diez horas para resolver el caso. Mientras abandona la escena, Nick le revela a Judy que se convirtió en un estafador porque, cuando era niño, trató de unirse a los Junior exploradores, pero fue intimidado y rechazado simplemente por ser un zorro.
En el ayuntamiento, Bellwether ofrece a Judy y Nick acceso a las cámaras de tráfico de Zootopia. Descubren que Manchas fue tomado por lobos, de quienes Judy supone que son los "Aulladores". Siguiendo a los lobos, el dúo localiza a Emmitt, Manchas y los otros animales desaparecidos, que ahora son todos depredadores "salvajes", encarcelados en un manicomio local. El alcalde de Zootopia, Leodoro González, ordenó su captura y está tratando de determinar la causa de su comportamiento salvaje. Gonzalez y el personal del lugar pronto son arrestados por encarcelamiento falso y Bellwether se convierte en la nueva alcaldesa.
Judy es elogiada por resolver el caso, le pide a Nick que se una a la policía como su compañero. Sin embargo, él rechaza enojado su oferta al ver los prejuicios que hay hacia los carnívoros, después de que Judy afirmará que la biología depredadora está detrás de la misteriosa epidemia de "salvajismo". Los comentarios de Judy, transmitidos por televisión, incitan al miedo y la discriminación contra los depredadores en Zootopia.
Atormentada por la culpa, Judy deja su trabajo y regresa a las madrigueras para administrar el puesto de verduras de sus padres. Allí, se encuentra con Gideon Grey, quien le pide disculpas por su comportamiento en la infancia, y gracias a él se entera de que los "aulladores" son en realidad flores tóxicas con efectos psicotrópicos graves y duraderos que hacen que los mamíferos se vuelvan salvajes. Judy regresa a Zootopia y se reconcilia con Nick. Con la ayuda de Mr. Big, la pareja interroga a la comadreja, quien admite que un carnero llamado Doug lo contrató para robar los bulbos de los aulladores.
Encuentran a Doug en un laboratorio escondido en el metro de la ciudad, donde fabrica un suero para dispararle a los depredadores con una pistola de dardos. Judy y Nick obtienen una pistola de suero como prueba, pero antes de que puedan llegar al departamento de policía, Bellwether los confronta en el Museo de Historia Natural y revela que ella misma fue la autora intelectual de una conspiración de supremacía de presas. El dúo queda atrapado en una exhibición y Bellwether intenta infectar a Nick disparándole con la pistola antes de convocar al departamento de policía para culparle de devorar a Judy, pero sorprendentemente descubre que Nick había reemplazado las municiones con moras. Judy revela que grabó la confesión de Bellwether con el bolígrafo con grabadora, después de lo cual llega la policía.
Bellwether y sus cómplices son arrestados. González, aún encarcelado, niega públicamente conocer su plan y afirma que encarcelar a los depredadores infectados fue "algo incorrecto por una razón correcta". Una vez identificada la causa de la epidemia, los depredadores se curan y Judy se reincorpora a la policía de Zootopia. Meses después, Nick se gradúa de la academia de policía y se convierte en su compañero.

## Banda sonora
La banda sonora de la película fue compuesta por el ganador del Óscar Michael Giacchino y cuenta con la colaboración de Shakira en la canción final de los créditos. Está disponible en descarga digital y en CD desde el 20 de noviembre de 2015.

## Producción
El 9 de agosto de 2013, Disney anunció en la Expo D23 que el director Byron Howard (Bolt, Enredados) estaba dirigiendo un mundo de animales del cine de comedia-aventura con el título de trabajo Zootopia de Walt Disney Animation Studios, pero movida a EuropaCorp y MGM en 2014. El guion fue escrito por Jared Bush, y programada para su lanzamiento en marzo de 2016. Jason Bateman estaba en conversaciones para dar voz a un personaje en la película. Según Howard, Zootopia sería diferente de otras películas antropomórficas de animales, donde los animales, viven completamente en el mundo natural o en el mundo humano. El concepto, donde los animales viven en un mundo moderno diseñado por los animales, fue bien recibido por el director creativo John Lasseter, que levantó a Howard «en el aire como un bebé Simba», cuando propuso la idea para la película.
En marzo de 2015, se reveló que Rich Moore (Wreck-It Ralph) se ha agregado como director de la película, además de Jared Bush como codirector. El 6 de mayo de 2015, Bateman y Ginnifer Goodwin habían sido respectivamente elegidos como Nick Wilde y el teniente Judy Hopps en la próxima película. El 26 de agosto se anunció que Shakira haría la voz de Gazelle y aparte cantaría el tema principal llamado «Try Everything», escrito por la cantante Sia  el cual fue lanzado el 9 de octubre de 2015.

## Recepción

### Taquilla
La película recaudó 76 063 401 USD en su primer fin de semana en Estados Unidos y 4 500 000 USD en otros territorios para un total de 80 563 401 USD mundialmente.
Hasta el 19 de julio del 2016, la película ha recaudado 341 141 156 USD en la taquilla estadounidense y 680 600 000 USD en la taquilla extranjera, recaudando así un total de $1.023.741.156 USD, situándose en el puesto #39 y #24 de las películas más taquilleras de Estados Unidos y del mundo respectivamente.
Es actualmente la Cuarta película con mayor recaudacion de 2016. Además es la cuarta película animada más taquillera.[cita requerida]
| Fecha                 | Recaudación semana | Recaudación acumulado | Rankings semana | No. Salas (Estados Unidos y Canadá) | Semana # |
| --------------------- | ------------------ | --------------------- | --------------- | ----------------------------------- | -------- |
| 4 de marzo de 2016    | $75,063,401        | $75,063,401           | 1               | 3,827                               | 1        |
| 11 de marzo de 2016   | $51,339,887        | $143,955,013          | 1               | 3,827                               | 2        |
| 18 de marzo de 2016   | $37,164,158        | $200,929,655          | 1               | 3,959 (+132)                        | 3        |
| 25 de marzo de 2016   | $24,022,288        | $241,431,697          | 2               | 3,670 (-289)                        | 4        |
| 1 de abril de 2016    | $19,325,291        | $275,264,601          | 2               | 3,698 (+28)                         | 5        |
| 8 de abril de 2016    | $14,345,422        | $296,004,904          | 3               | 3,444 (-254)                        | 6        |
| 15 de abril de 2016   | $8,142,641         | $307,386,397          | 5               | 3,209 (-235)                        | 7        |
| 22 de abril de 2016   | $6,579,545         | $316,404,151          | 4               | 2,798 (-411)                        | 8        |
| 29 de abril de 2016   | $5,328,858         | $323,841,347          | 6               | 2,487 (-311)                        | 9        |
| 6 de mayo de 2016     | $3,214,592         | $328,162,582          | 6               | 2,077 (-410)                        | 10       |
| 13 de mayo de 2016    | $2,825,734         | $331,840,173          | 6               | 1,935 (-142)                        | 11       |
| 20 de mayo de 2016    | $1,683,982         | 37 425 984            | 8               | 147                                 | 12       |
| 2 de enero de 2014    | 717 358            | 38 143 342            | 24              | 154                                 | 13       |
| 9 de enero de 2014    | 490 433            | 38 633 775            | 24              | 151                                 | 14       |
| 16 de enero de 2014   | 470 523            | 39 104 298            | 23              | 114                                 | 15       |
| 23 de enero de 2014   | 2 424 519          | 41 528 817            | 17              | 761                                 | 16       |
| 30 de enero de 2014   | 2 879 578          | 44 408 395            | 13              | 1231                                | 17       |
| 6 de febrero de 2014  | 2 122 879          | 46 531 274            | 13              | 1172                                | 18       |
| 13 de febrero de 2014 | 1 120 702          | 47 651 976            | 18              | 566                                 | 19       |
| 20 de febrero de 2014 | 902 747            | 48 554 723            | 20              | 386                                 | 20       |
| 27 de febrero de 2014 | 805 642            | 49 360 365            | 19              | 349                                 | 21       |
| 6 de marzo de 2014    | 1 571 670          | 50 932 035            | 17              | 411                                 | 22       |
| 13 de marzo de 2014   | 2 935 957          | 53 867 992            | 9               | 1065                                | 21       |
| 20 de marzo de 2014   | 1 722 593          | 55 590 585            | 14              | 925                                 | 22       |
| 27 de marzo de 2014   | 653 742            | 56 244 327            | 18              | 522                                 | 23       |
| 3 de abril de 2014    | 190 740            | 56 435 067            | 28              | 228                                 | 24       |
| 10 de abril de 2014   | 99 842             | 56 534 909            | 40              | 128                                 | 25       |
| 17 de abril de 2014   | 53 752             | 56 588 661            | 53              | 64                                  | 26       |
| 24 de abril de 2014   | 46 141             | 56 634 802            | 53              | 53                                  | 27       |
| 1 de mayo de 2014     | 24 731             | 56 659 533            | 60              | 32                                  | 28       |
| 8 de mayo de 2014     | 12 460             | 56 671 993            | 72              | 20                                  | 29       |

### Respuesta de la crítica
Zootopia ha sido aclamada por la crítica. En Rotten Tomatoes, la película tiene una valoración del 98 %, basada en 298 reseñas, con una puntuación media de 8.1/10. El consenso de las críticas señala: «La brillante y bien elaborada Zootopia ofrece un reflexivo mensaje sobre la integración mientras mantiene una rica y espléndida animación, todo acompañado de una trama lo suficiente rápida y divertida para mantener a los espectadores jóvenes entretenidos». En Metacritic, la película cuenta con una puntuación de 78 sobre 100, basada en 39 reseñas, indicando reseñas generalmente favorables.
Neil Genzlinger del The New York Times considera la película «divertida, inteligente y que invita a la reflexión». Peter Travers escribió que Zootopia «podría ser la película más subversiva del 2016», alabando su mensaje sobre el daño de los prejuicios en un momento de reaparición de ideas políticas xenófobas que prevalecen en el momento del estreno de la película, sin perder con ello su humor.
Un periódico chino acusó a la película de promover los valores occidentales y de hacer propaganda de América, criticando que la película revirtiera los roles de depredador y presa.

## Mercancías
Se lanzó un juego de naipes basado en la película llamado Zootopia: Suspect Search, así como un juego para teléfonos móviles titulado Zootopia Crime Files.

### Atracciones de parque temático
El 22 de enero de 2019, Disney Parks anunció que un área temática basada en Zootopia vendría a Shanghai Disneyland Park, y la construcción en el terreno comenzaría el 9 de diciembre de 2019. La construcción se detuvo por un breve período durante la pandemia de COVID-19, pero en junio de 2020 se reanudó.

## Premios y nominaciones
| Premio                             | Categoría                                                         | Nominados                                                                   | Resultado | Ref(s) |
| ---------------------------------- | ----------------------------------------------------------------- | --------------------------------------------------------------------------- | --------- | ------ |
| Premios Óscar 2016                 | Mejor película de animación                                       | Rich Moore, Byron Howard y Clark Spencer                                    | Ganadora  |        |
| Premios Globo de Oro de 2016       | Mejor película animada                                            | Byron Howard, Rich Moore y Clark Spencer.                                   | Ganadora  | [ 27 ] |
| Premios Grammy 2016                | Mejor canción escrita para un medio visual                        | Sia Furler, StarGate, (Intérprete) Shakira.                                 | Nominada  | [ 28 ] |
| Premios de la Academia Británica   | Mejor película de animación                                       | Byron Howard y Rich Moore                                                   | Nominada  |        |
| Premios Critics Choice Awards 2015 | Mejor película animada                                            | Byron Howard, Rich Moore, Jared Bush, Clark Spencer.                        | Ganadora  | [ 27 ] |
| Premios Annie                      | Mejor película animada                                            | Clark Spencer                                                               | Ganadora  | [ 29 ] |
| Premios Annie                      | Mejor Dirección (En una producción Cinematográfica)               | Byron Howard y Rich Moore                                                   | Ganadora  | [ 29 ] |
| Premios Annie                      | Mejor Guion (En una producción Cinematográfica)                   | Jared Bush y Phil Johnston                                                  | Ganadora  | [ 29 ] |
| Premios Annie                      | Mejor Diseño de Producción (En una producción Cinematográfica)    | David Goetz y Matthias Lechner                                              | Nominada  | [ 29 ] |
| Premios Annie                      | Mejor Edición (En una producción Cinematográfica)                 | Fabienne Rawley y Jeremy Milton                                             | Ganadores | [ 29 ] |
| Premios Annie                      | Mejor Actuación de Voz (En una producción Cinematográfica)        | Jason Bateman como Nick Wilde                                               | Ganadora  | [ 29 ] |
| Premios Annie                      | Mejor Diseño de Personajes (En una producción Cinematográfica)    | Cory Loftis                                                                 | Ganadora  | [ 29 ] |
| Premios Annie                      | Mejor Animación de Personajes (En una Producción Cinemátográfica) | Dave Hardin y Chad Sellers                                                  | Ganadores | [ 29 ] |
| Premios Annie                      | Mejor Efectos Animados (En una producción animada)                | Thom Wickes, Henrik Fält, Dong Joo Byun, Rattanin Sirinaruemarn y Sam Klock | Nominada  | [ 29 ] |
| Premios Annie                      | Mejor Storyboard (En una producción Cinematográfica)              | Dean Wellins                                                                | Ganadora  | [ 29 ] |

## Legado

### Serie de televisión
Una serie antológica centrada en los personajes secundarios de la película, titulada Zootopia+, fue estrenada el 9 de noviembre de 2022 en el servicio de streaming Disney+.

### Secuela
El 8 de febrero de 2023, el CEO de Disney Bob Iger anunció que una segunda entrega de Zootopia está en progreso. En febrero de 2024, Iger anunció el estreno de la película para el 26 de noviembre de 2025.